# St. Bartholomäus (Barrien)

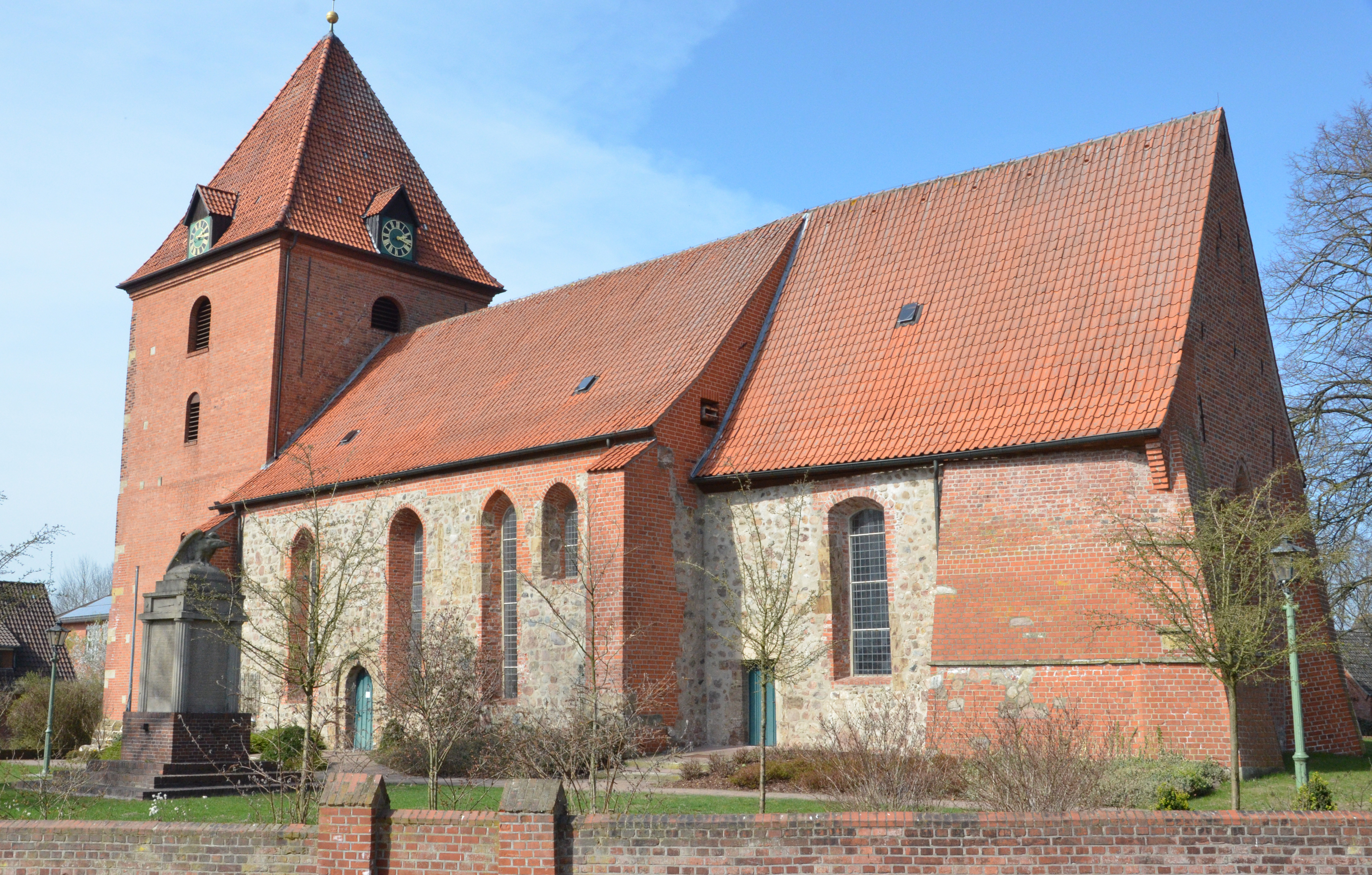
Gesamtansicht von Süden

Die Bartholomäus-Kirche in Barrien ist eine evangelische Kirche im Stadtteil Barrien der niedersächsischen Stadt Syke im Landkreis Diepholz. Sie ist benannt nach dem Apostel Bartholomäus, der als Märtyrer starb und als Heiliger verehrt wird.
Die Kirche steht unter Denkmalschutz.

## Gebäude
Als erstes wurde die Bartholomäuskirche anlässlich ihrer Weihe durch den Bremer Erzbischof Libentius (Liawizo) II. erwähnt, der 1029–1032 amtierte.

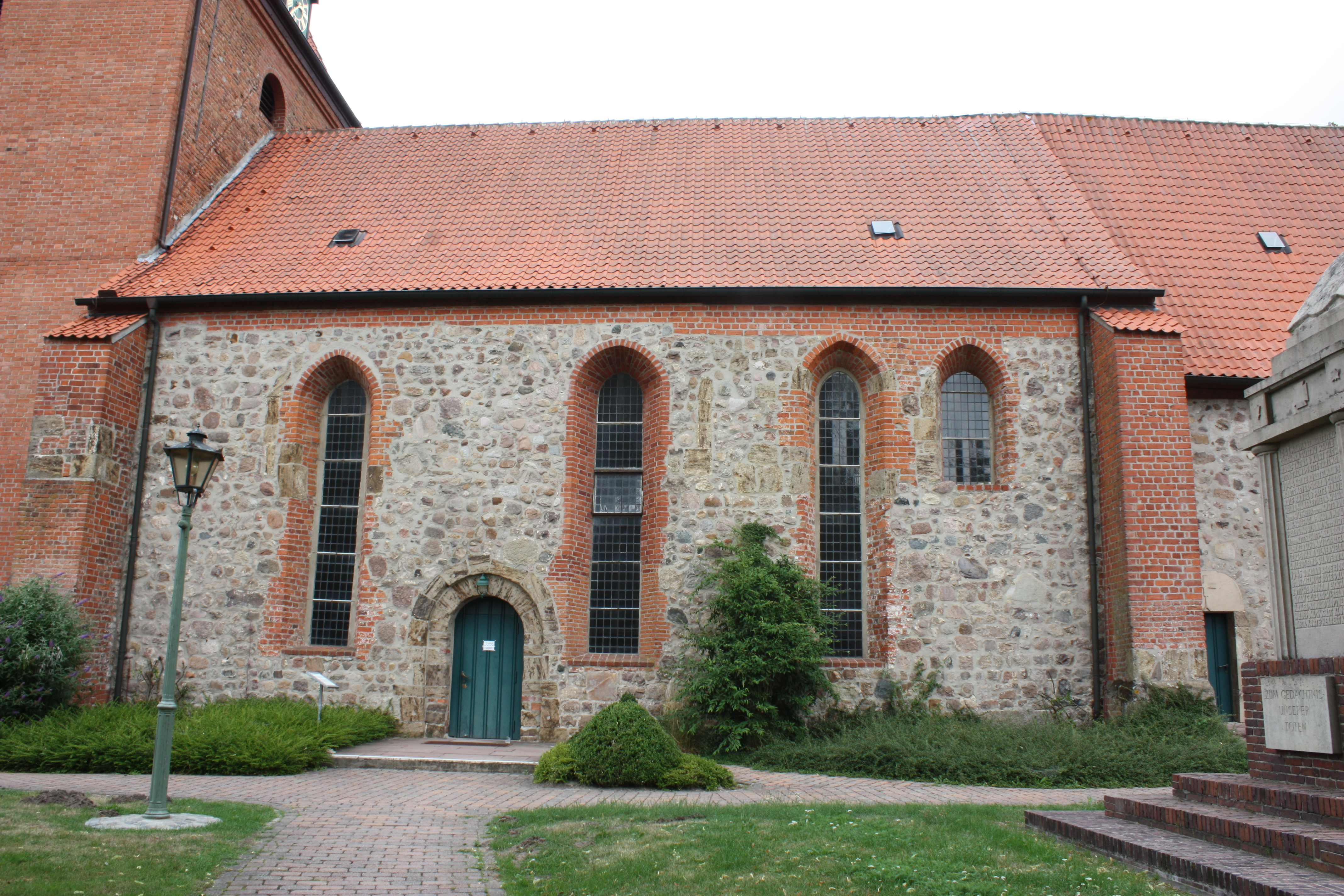
Romanisches Feldsteinschiff mit Sandsteinportal, Fenster mit Backstein gotisch vergrößert

Das heutige Kirchengebäude wurde aus Feldstein, Sandstein und Backstein errichtet. Stilistische Kennzeichen deuten auf einen Beginn im 12. Jahrhundert und mindestens drei mittelalterliche Bauphasen. Von den neuzeitlichen Veränderungen sind zwei durch Inschriften datiert. Die vier Eingänge sind romanisch rundbogig und in Sandstein gefasst, am Schiff das Südportal und wohl auch das vermauerte Nordportal zweistufig, das Westportal im Turm dreistufig. Die Laibung der Priesterpforte an der Südseite des Chors sind nur an den Seiten in Sandsteinquadern ausgeführt. Der Bogen aus Feldsteinen ist mit einem Tympanon aus Kalkstein ausgefüllt, das ein Kreuz über einer Rune zeigt.
Den Kern des Bauwerks bilden das Schiff und die westlichen zwei Drittel des eingezogenen Chors. Ihr Feldsteinmauerwerk ist im untersten Bereich lagenhaft, aber es beginnt ohne Sockel vom Bodenniveau. Teilweise vollständig erhalten, teilweise nur in Resten erkennbar sind die Sandsteinlaibungen von je vier hoch gelegenen Rundbogenfenstern an Nord- und Südseite des Schiffs, sowie je einem mit erstaunlich weit nach unten reichendem Sandstein an Nord- und Südseite des Chors. Das Schiff ist heute wie auch in seiner Anfangszeit flach gedeckt, hatte aber wohl vom 14. bis ins 17. Jahrhundert eine Spitztonne. Sowohl mit dem Chor als auch mit dem Turmerdgeschoss ist es durch je einen breiten Rundbogen verbunden, der Triumphbogen zum Chor im Kämpferhöhe mit Zwischendingen aus Sims und Kapitell geschmückt, das nördliche mit Palmettenrelief.

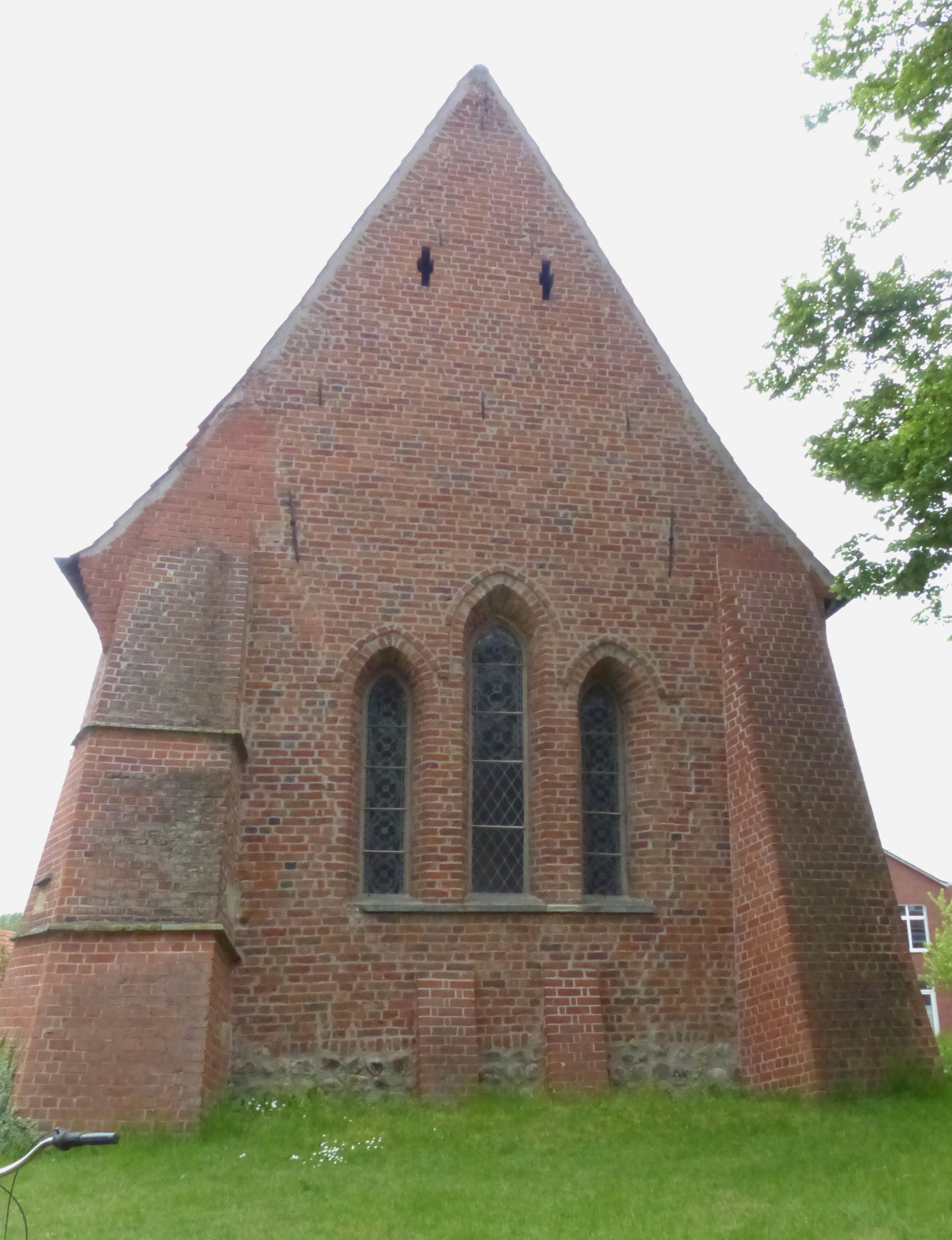
Chorgiebel mit drei Lanzettfenstern
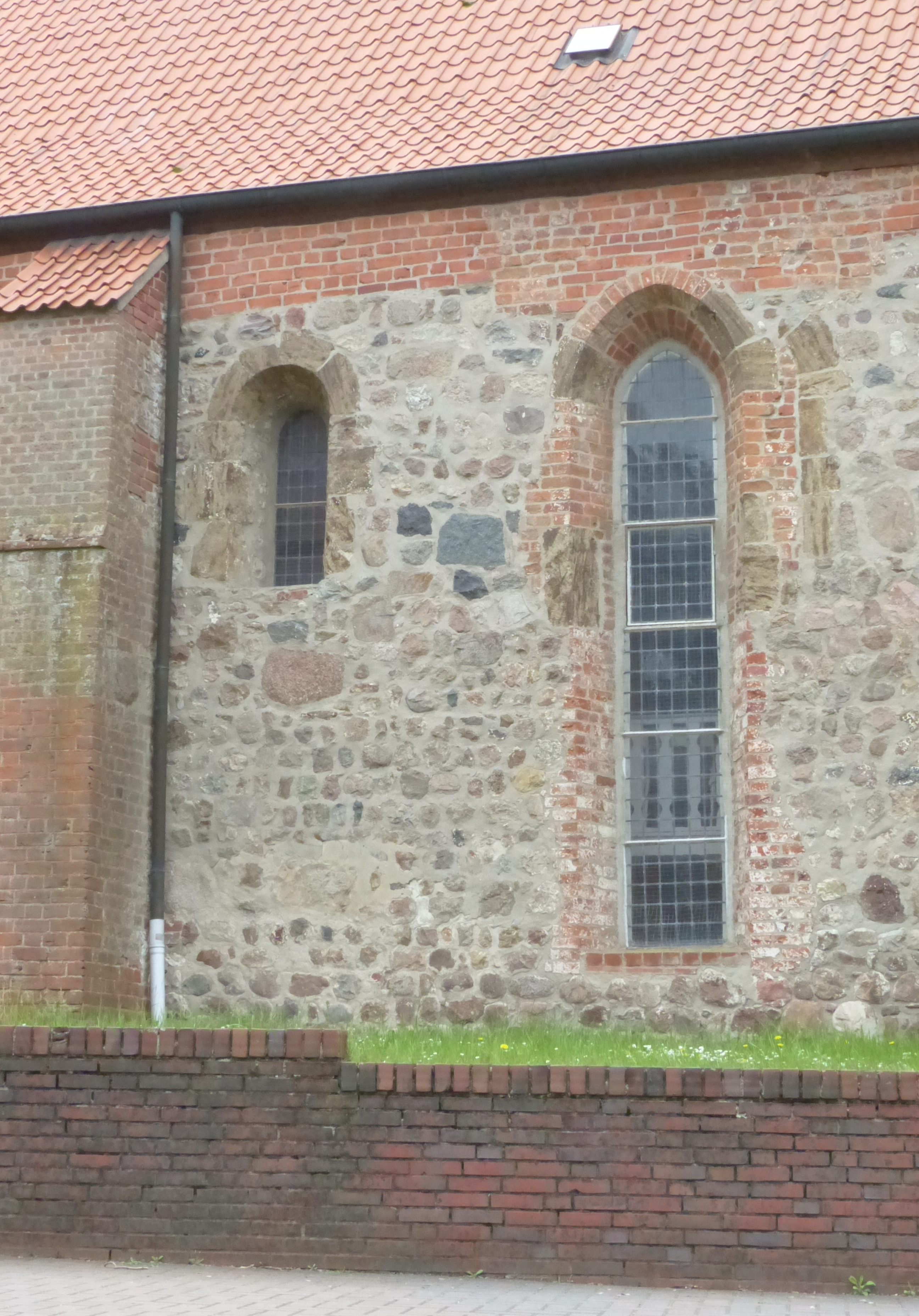
Romanisches und gotisches Fenster der Nordseite
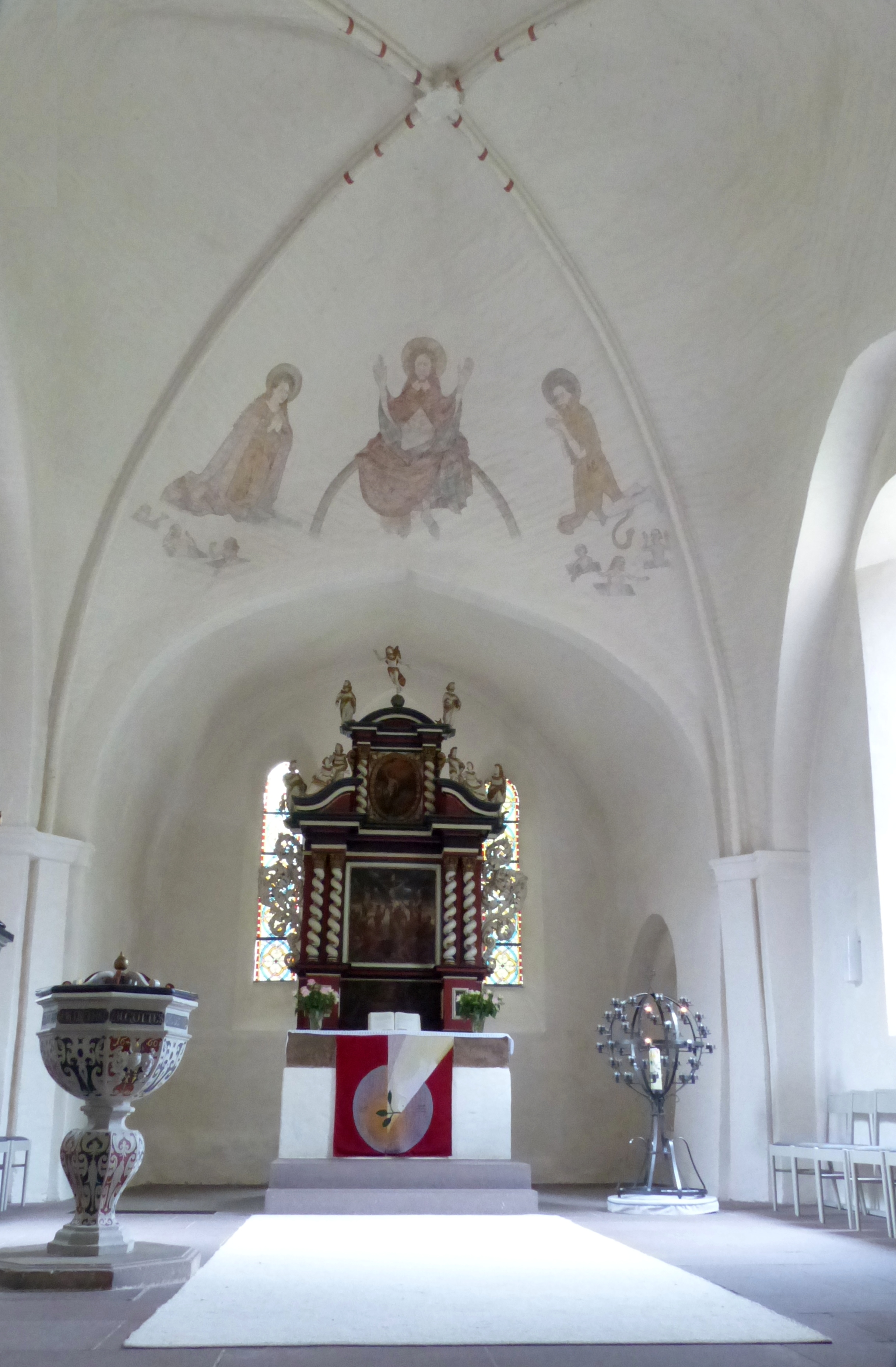
Chor: Spitztonne hinter Kreuzrippengewölbe mit Scheitelring
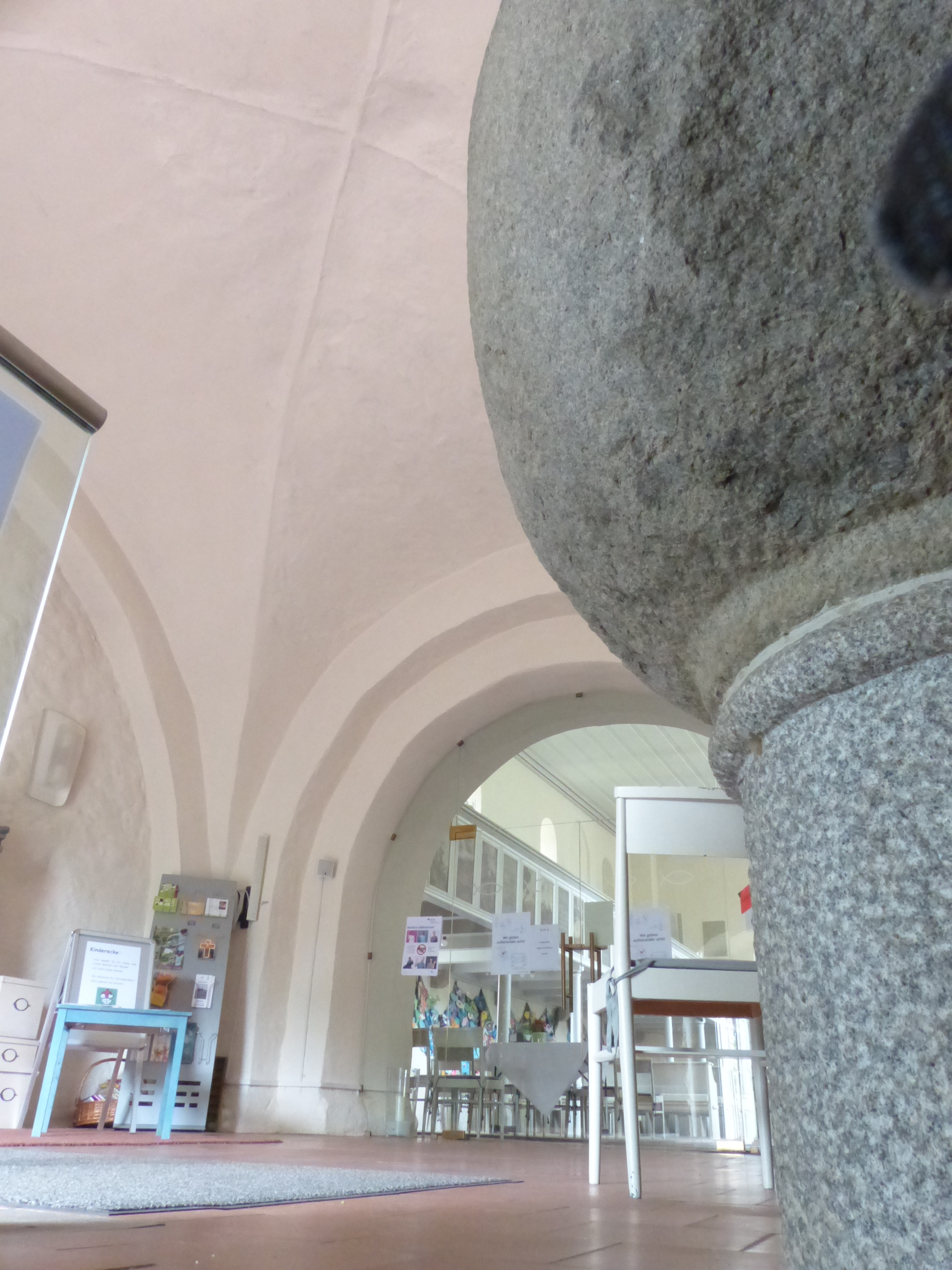
Alter Taufstein (rechts) und Kreuzgratgewölbe im Erdgeschoss des Turms

Der dem Schiff westlich vorgesetzte eingezogene quadratische Turm hat einen über einen Meter hohen profilierten Sockel aus Sandsteinquadern, der, wenn auch etwas einfacher, demjenigen an der Nordseite der Bremer Liebfrauenkirche ähnelt. Darüber ist das Mauerwerk aus Backstein, innen an allen vier Seiten großenteils mittelalterlich in Wendischem Verband. Die Außenhaut ist nur nach Osten hin mittelalterlich, mit Spuren des Ansatzes eines steileren früheren Schiffsdachs. An den übrigen Seiten wurde die Außenhaut später ersetzt, an der Westseite mit Datum 1925 oder 1929. Auch die östliche Schallöffnung und die Mauerkronen sind neuzeitlich, da der Turm seinen heutigen Pyramidenhelm erst im 18. Jahrhundert erhielt. Das Erdgeschoss des Turms ist mit einem leicht gespitzten kuppigen Kreuzgratgewölbe auf runden Schildbögen gedeckt, dessen Grate in Scheitelnähe durch hauchfeine Rippen ohne statische Funktion nachgezogen.
Im 14. Jahrhundert wurde mit Backstein der Chor verlängert und das Schiff mit schlanken hohen Spitzbogenfenstern versehen sowie mit der o. g. Spitztonne. Der Chor erhielt ein spitzbogiges Kreuzrippengewölbe, nach Osten durch einen leicht spitzen schlichten Gurtbogen von einer kurzen Spitztonne getrennt. Die gestaffelte Dreifenstergruppe im Chorgiebel ist außen mit wie ein Spitzbogenfries vorstehenden Flachschichten geschmückt. Das Giebeldreieck darüber ist (im regionalen Vergleich) erstaunlich schmucklos. Am Schiff wurden beim gotischen Umbau Teile romanischer Sandsteinlaibungen umgesetzt. Die Backsteinlaibungen der Fenster in Nord- und Südwand des Chors stechen mit ihren Segmentbögen von den übrigen Fenstern des gotischen Umbaus ab und könnten jünger sein. Das 1954 entdeckte Fresko im Chorgewölbe wird auf das 15. Jahrhundert geschätzt.
Die großflächigen Strebepfeiler an den östlichen Chorecken sind durch die Inschrift einer Sandsteintafel am südlichen auf 1659 datiert. Ihr Außenmaterial wurde teilweise später ersetzt, ebenso wie Teile der gotischen Laibungen der Schiffsfenster. Auch die Vermauerung des Nordportals und eines benachbarten gotischen Fensters sind neu.

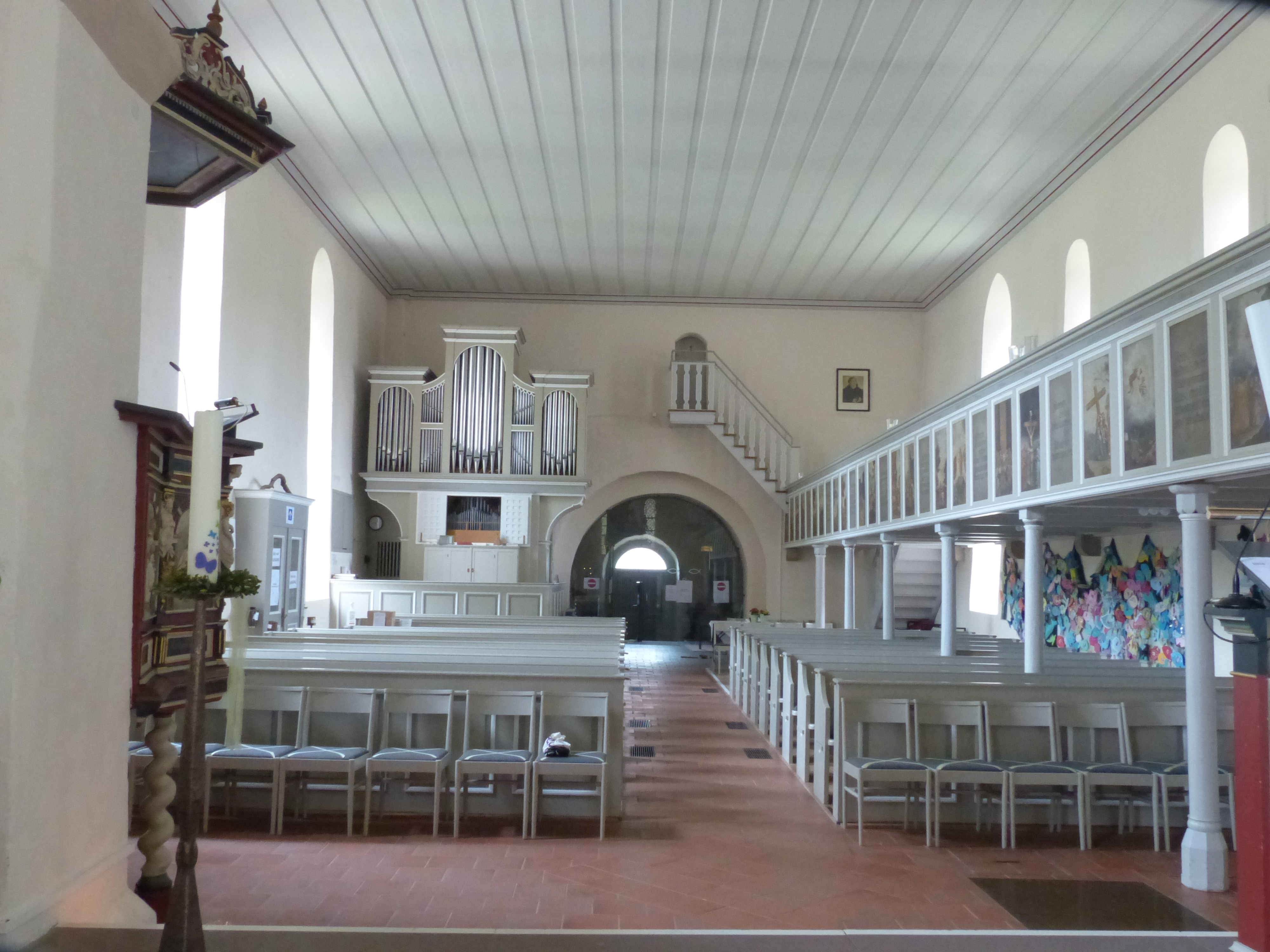
Schiff heute flachdeckig
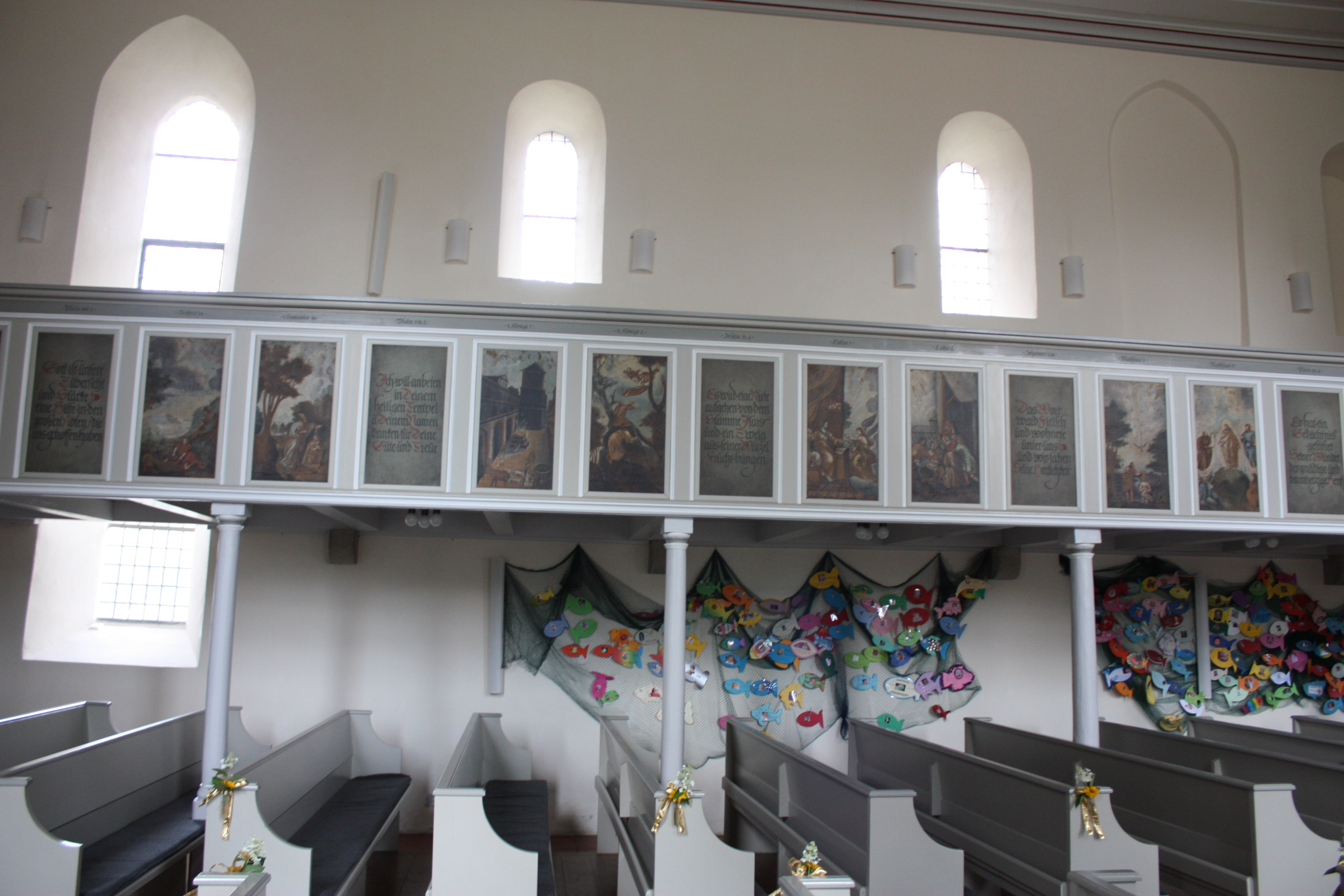
Nordseite mit gotischem und romanischen Fenstern hinter Empore
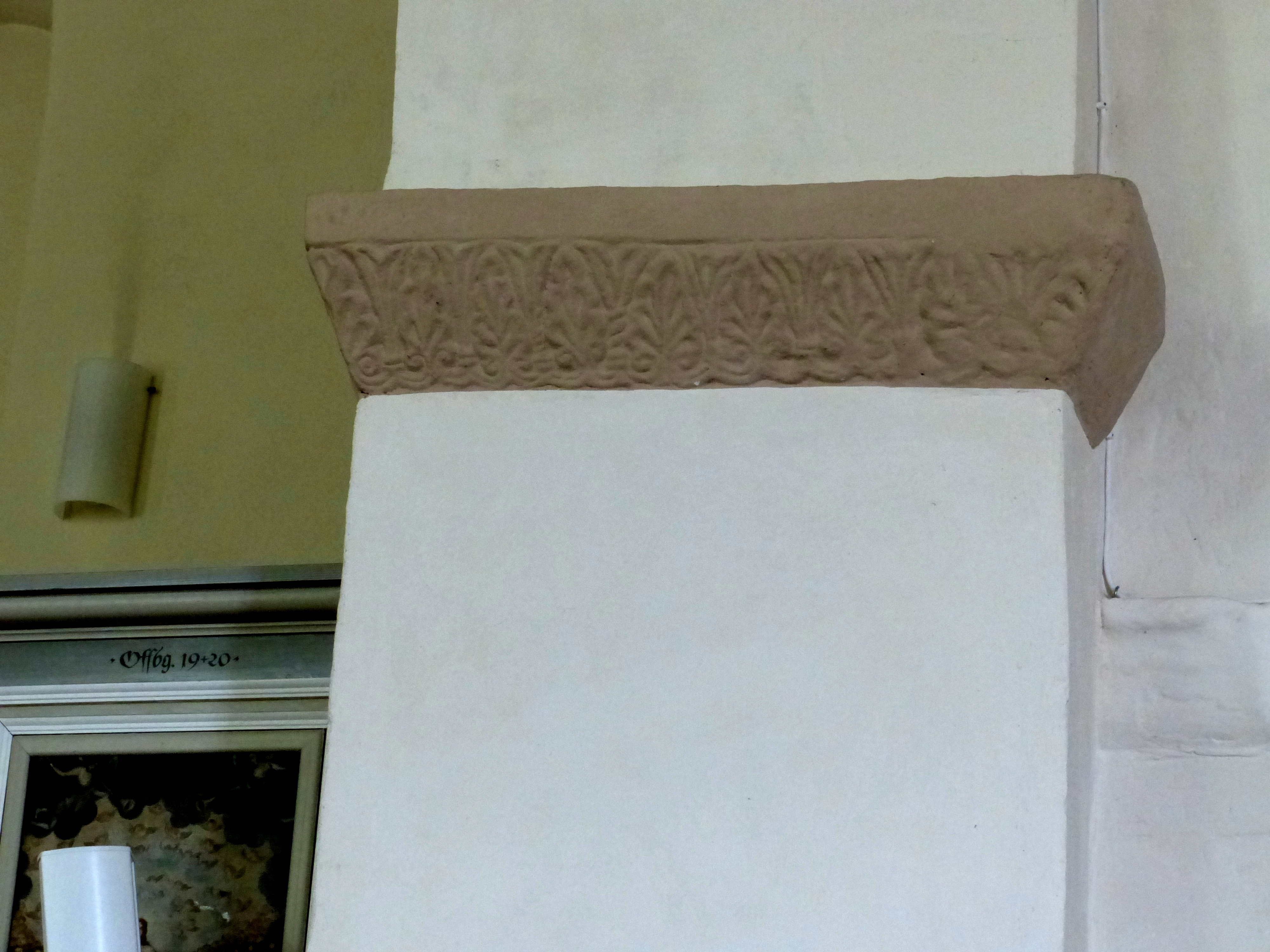
Romanisches Kapitell oder Kämpfersims am Triumphbogen

## Ausstattung
Die Kirche beherbergt zwei Taufsteine, der aus dem 12. Jahrhundert besteht aus Basalt und steht im Erdgeschoss des Turms, der von 1660 ist achteckig und steht im Chorraum.
Die Kanzel wurde 1660 eingebaut, die große Empore entlang der Nordwand 1710. Ihre Bemalung mit Szenen des Alten und Neuen Testaments und der barocke Altaraufsatz wurden 1711 geschaffen.
Die kleinere der beiden Glocken wurde 1896 gegossen, die größere 1957.

### Orgel
Die Orgel geht im Kern auf ein einmanualiges Instrument von Johann Hinrich Rohdenburg aus dem Jahr 1863 zurück, das über acht Register verfügte. Johann Martin Schmid ergänzte ein zweites Manual mit drei Register. Im Jahr 1966 erfolgte ein eingreifender Erweiterungsumbau durch den Verdener Orgelbauer Hans Wolf, von dessen Instrumenten aus Qualitätsgründen nur noch wenige erhalten sind. Die Firma Alfred Führer restaurierte die Orgel im Jahr 1999. Das Instrument wurde 2022 durch den Weener Orgelbauer Harm Dieder Kirschner überarbeitet. Dabei wurde das Register Posaune 16′ im Pedal ergänzt. Die Disposition lautet heute:
| I Hauptwerk C–f3 |               |       |
| 1.               | Prinzipal     | 8′    |
| 2.               | Rohrflöte     | 8′    |
| 3.               | Oktav         | 4′    |
| 4.               | Gedacktpommer | 4′    |
| 5.               | Nasard        | 2 ⁄3′ |
| 6.               | Waldflöte     | 2′    |
| 7.               | Mixtur IV     |       |
| 8.               | Trompete      | 8′    |

| II Brustwerk C–f3 |            |    |
| 9.                | Gedackt    | 8′ |
| 10.               | Spitzflöte | 4′ |
| 11.               | Prinzipal  | 2′ |
| 12.               | Terzian II |    |
| 13.               | Zimbel II  |    |

| Pedal C–d1 |              |     |
| 14.        | Subbaß       | 16′ |
| 15.        | Gedackt      | 8′  |
| 16.        | Chorflöte    | 4′  |
| 17.        | Rauschbaß II |     |
| 18.        | Posaune      | 16′ |

Die Orgel ist mit einem Tremulanten und zwei Koppeln (II/I und I/P) ausgestattet.